# Москаленко, Вадим Олегович
Москаленко Вадим Олегович (род. 12 сентября 1942) — советский и российский военно-морской деятель, контр-адмирал (1990). Первый командир ракетного крейсера «Слава» (позднее переименованного в Москву). Лауреат Государственной премии СССР.

## Биография
Родился 12 сентября 1942 года. В 1959—1960 годах матрос срочной службы на большом ракетном корабле «Прозорливый» Черноморского флота. В 1965 году окончил Черноморское высшее военно-морское училище им. П. С. Нахимова в Севастополе.
С 1965 года командир группы управления зенитно-ракетным комплексом ракетного крейсера «Грозный» Северного флота. В 1969—1977 годах командир зенитного дивизиона этого же крейсера, старший помощник командира большого противолодочного корабля проекта 61 «Скорый», командир эсминца «Благородный» Черноморского флота в 1973—1974 годах, старший помощник командира ракетного крейсера «Адмирал Головко». Участник 20 боевых служб и дальних походов.
В 1979 году закончил Военно-морскую академию им. А. А. Гречко в Ленинграде. С июня 1979 по июнь 1984 года первый командир ракетного крейсера «Слава» Черноморского флота на этапе его достройки, испытаний и ввода в состав флота. Руководитель перехода крейсера из Николаева на Северного флот для испытательных стрельб в 1983 году. За эти работы был удостоен Государственной премии СССР.
В 1984 году — начальник ПВО Черноморского флота, с 1984 года начальник ПВО Северного флота. Контр-адмирал (15.10.1990).
С 1998 года в отставке. В 2001—2010 годах заместитель генерального директора по безопасности и кадрам Федерального государственного унитарного предприятия (ФГУП ЦНИИ) «Комплекс», город Москва.
Проживает в Севастополе. Участвует в работе ветеранских организаций, неоднократно бывал на мероприятиях на борту ракетного крейсера Москва, первым командиром которого был. В 2018 году на V съезде Партии пенсионеров поддержал выдвижение В. В. Путина кандидатом в президенты.

## Награды
Награждён орденом «За службу Родине в ВС СССР» III степени, орденом «За военные заслуги». Лауреат Государственной премии СССР (за освоение РКР «Слава»).